# Gençalp
Gençalp ist ein türkischer männlicher Vorname und Familienname mit der Bedeutung „ein junger Held“, gebildet aus den Elementen genç und alp. Als Vorname tritt auch die Variante Gencalp auf.

## Namensträger

### Familienname
- Egemen Gençalp (* 1987), türkischer Fußballspieler
- Necmi Gençalp (* 1960), türkischer Ringer